# 유다의 사자: 부활절 대모험
유다의 사자: 부활절 대모험(영어: The Lion of Judah)은 2011년 애니메이 남아프리카 공화국 션 영화이다.

## 줄거리
운동이 세상에서 제일 싫은 암소 에즈메이, 건망증이 심한 수탉 드레이크, 정의감 넘치는 생쥐 슬링크, 소심쟁이 말 몬티와 돼지 호러스가 사는 한 마을의 허름한 마구간. 어느 날, 모험심 넘치는 용감한 어린 양 유다가 나타남과 동시에 그들의 삶은 180도 변한다! 마구간에 갇힌 동물들은 무료한 삶을 숙명으로 받아들이지만 천진난만한 유다는 자신이 그들을 모두 자유롭게 해주겠노라 호언장담한다. 하지만 원대한 계획과는 달리 유다는 드레이크와 함께 수레에 실려 팔려 나가고, 에즈메이와 동물들은 유다와 드레이크를 구하기 위해 난생 처음 마구간 밖 세상으로 도전장을 내민다. 세계 제일 가는 오합지졸인 그들에게 세상은 너무 험난하기만 하고 예루살렘의 유월절을 맞아 어린 양 유다는 제물로 바쳐질 위기에 처하는데.. 과연 마구간 드림팀은 유다를 구할 수 있을까?

## 배역

### 한국어 더빙판
- 양유진 - 유다
- 이소은 - 에즈메이
- 홍진욱 - 호러스
- 윤세웅 - 드레이크
- 임채헌 - 슬링크
- 임경명 - 몬티
- 남도형 - 잭

## 같이 보기
- 컴퓨터 애니메이션 영화 목록